# Dolgo vroče poletje
Dolgo vroče poletje (v izvirniku angleško The Long, Hot Summer) je ameriška dramska televizijska nadaljevanka, ki se dogaja v mestecu Frenchman's Bend ob Misisipiju. Nastala je v produkciji 20th Century Fox Television in je bila predvajana eno sezono v letih 1965–1966 na mreži ABC-TV.
Glavna oseba je premožni in vplivni bankir Will Varner (Edmond O'Brien), ki samovoljno vlada mestu s trdo roko. Vse se spremeni, ko se po trinajstih letih v mesto vrne mladi Ben Quick (Roy Thinnes), ki mu je Varner očeta gospodarsko uničil, in želi omejiti Varnerjevo popolno oblast nad ljudmi in krajem.